# Biserica evanghelică din Arcalia

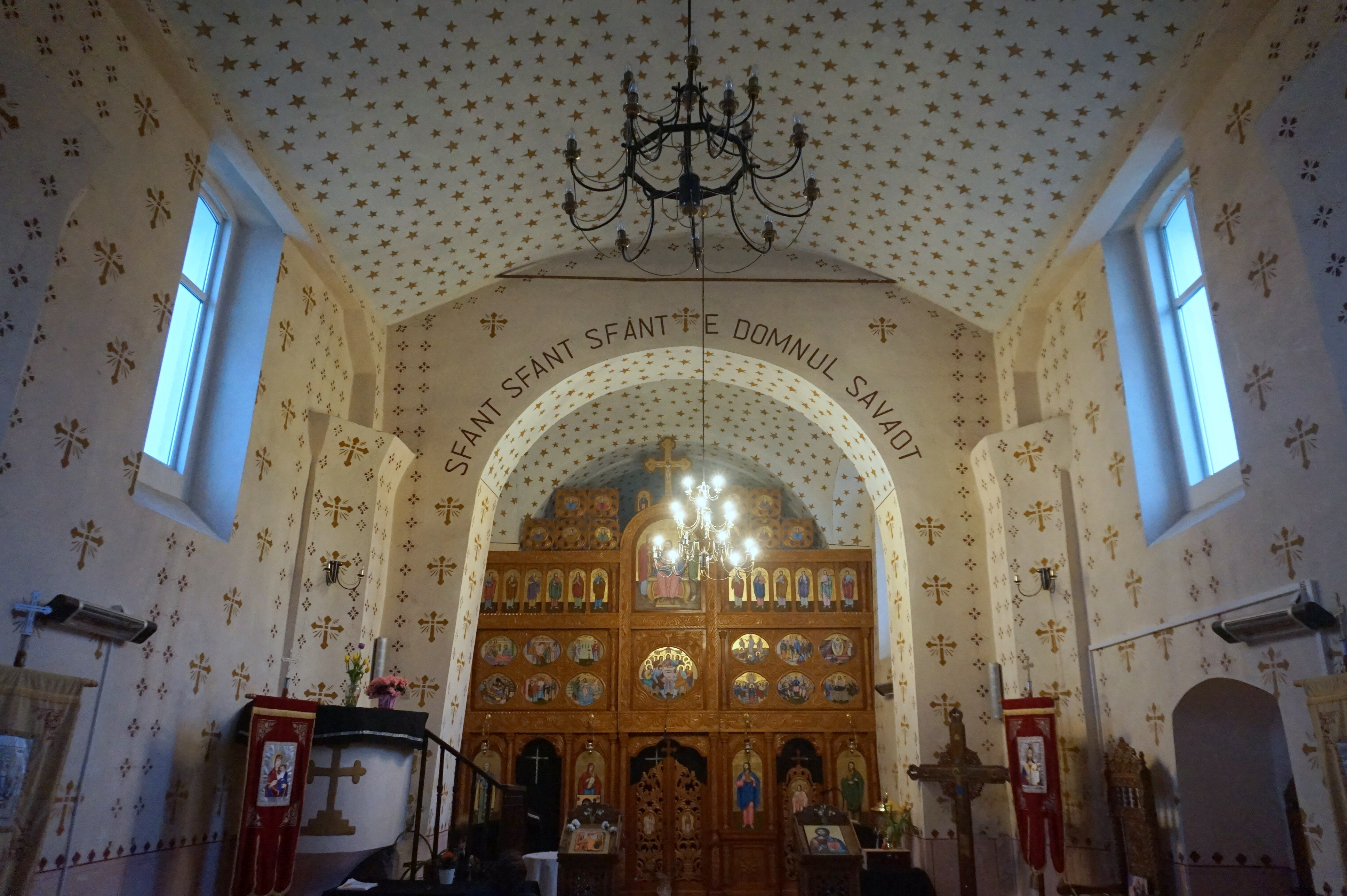
Interiorul bisericii sală

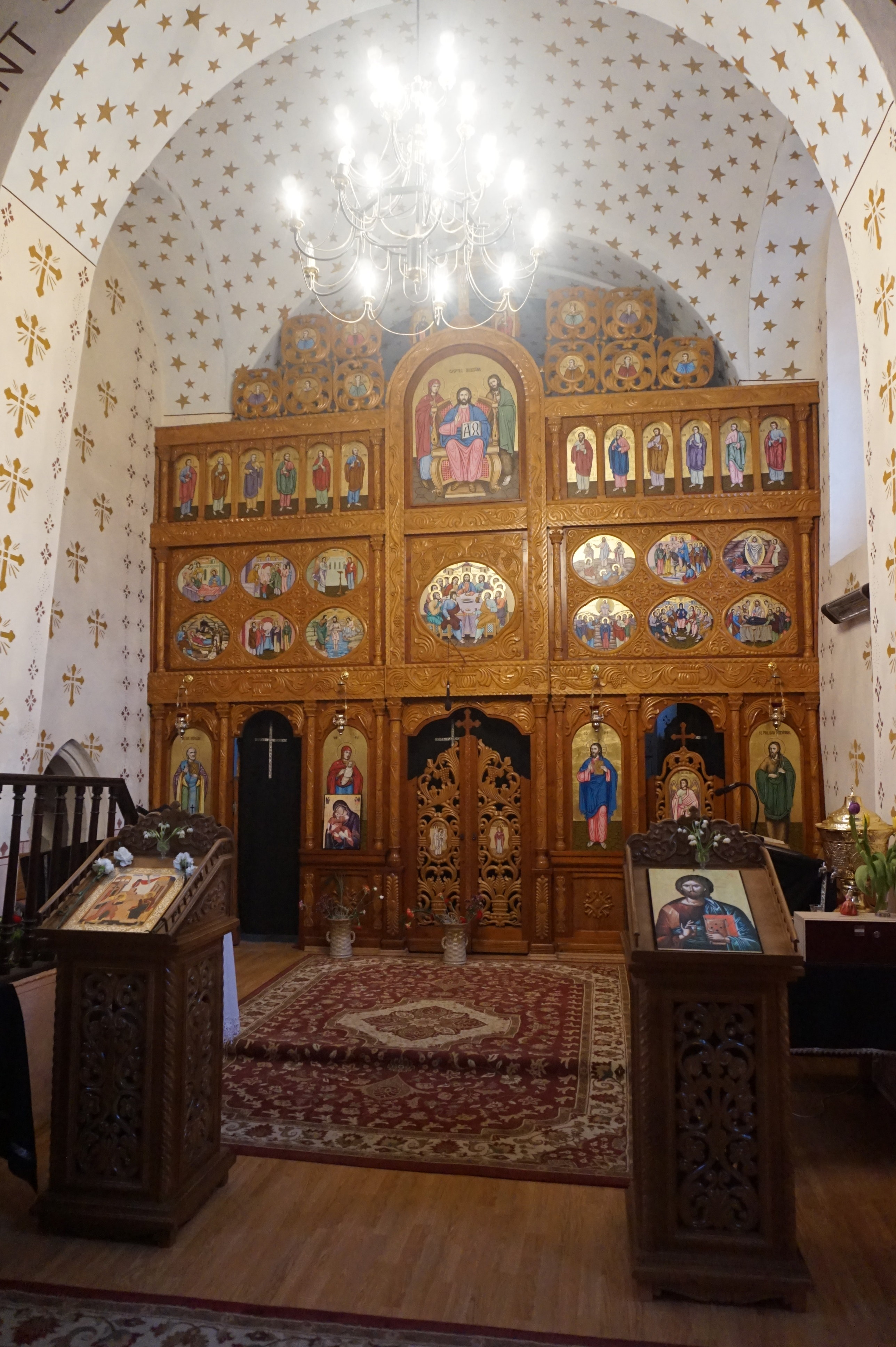
Iconostasul montat de ortodocși

Biserica evanghelică din Arcalia, comuna Șieu-Măgheruș, județul Bistrița-Năsăud, a fost construită pe la 1800. Figurează pe lista monumentelor istorice 2015, cod LMI BN-II-m-B-01613.

## Localitatea
Arcalia (în dialectul săsesc Kallesdref, în germană Kallesdorf, în maghiară Árokalja) este un sat în comuna Șieu-Măgheruș din județul Bistrița-Năsăud, Transilvania, România.

## Biserica
În forma actuală biserica datează de la începutul secolului XIX, ca și Castelul Bethlen din localitate. Se pare că în anul 1863 când a avut loc un incendiu în sat, ar fi ars și turnul bisericii, fiind într-o stare avansată de degradare. Biserica a dispus de o orgă construită în 1907 de Carl Leopold Wegenstein.
După exodul sașilor transilvăneni, biserica a fost cumpărată în anul 1977 de comunitatea ortodoxă. Lucrările de reparație s-au terminat în anul 1997, iar pe data de 26 octombrie P.S. Irineu Bistrițeanul, împreună cu un sobor de 20 de preoți, a săvârșit slujba de sfințire a bisericii, ce a primit hramul „Sfântul Ioan Botezătorul”.

## Imagini

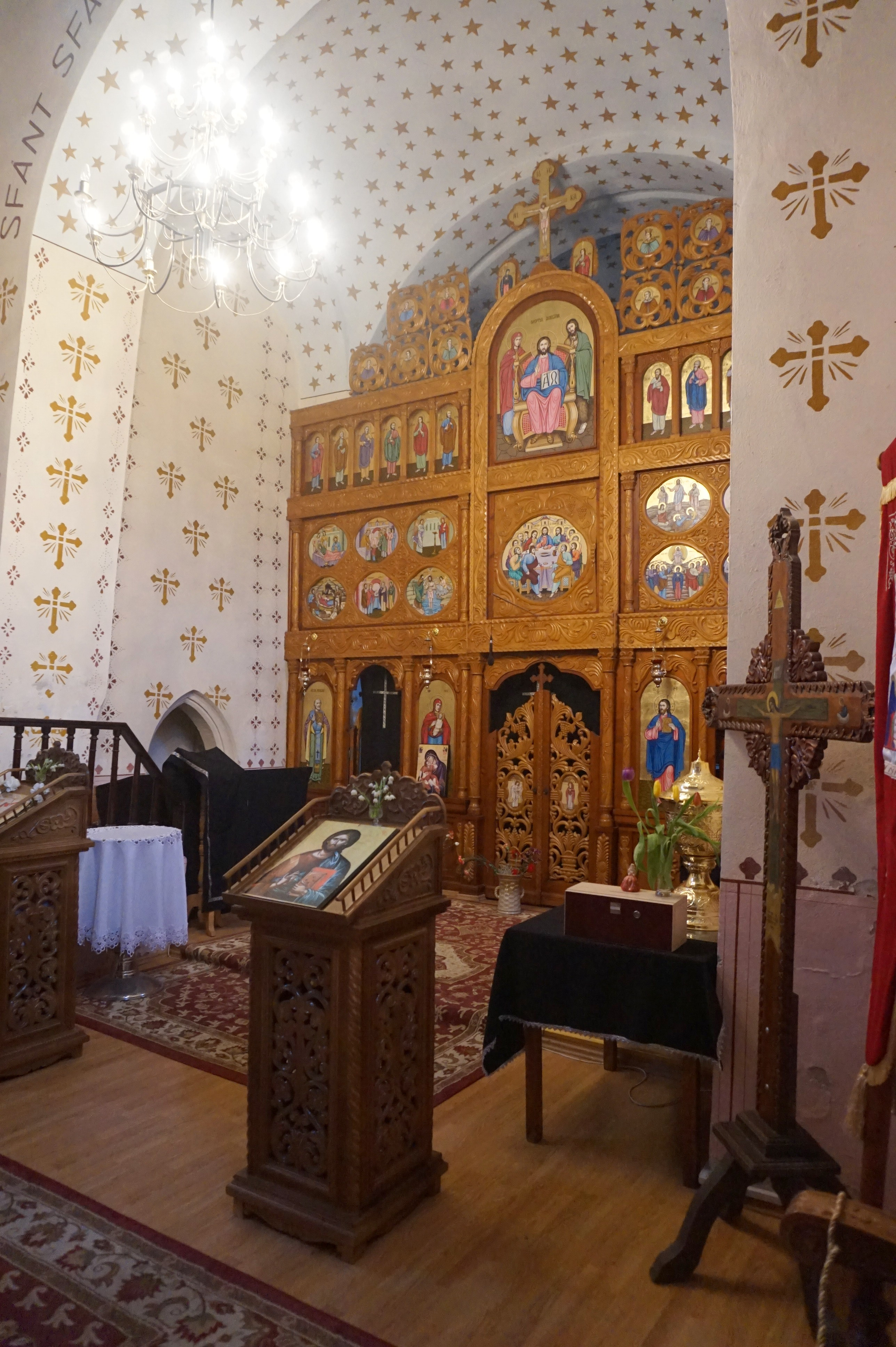
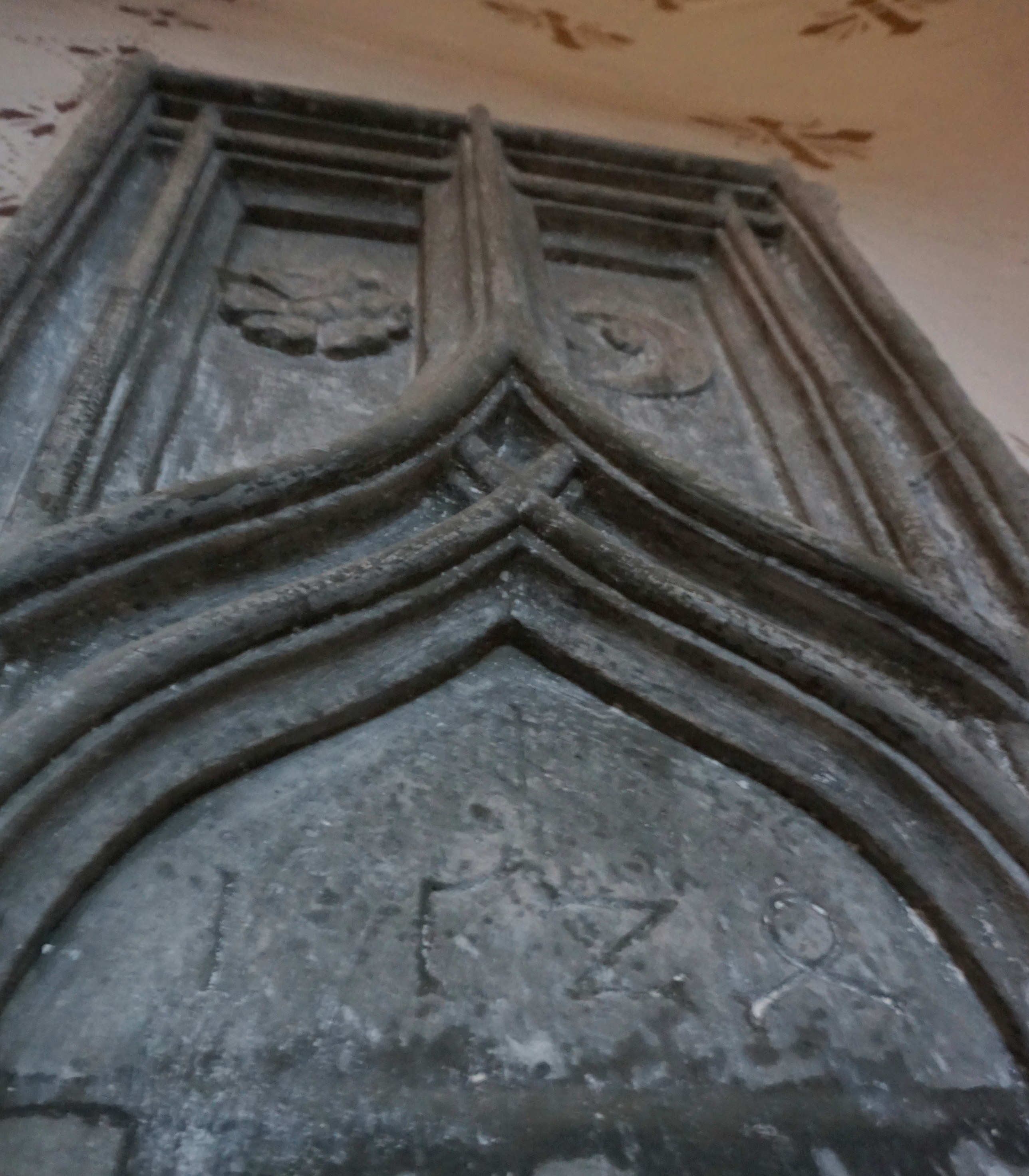